# 13e division blindée (États-Unis)
Pour les articles homonymes, voir 13e division.

Insigne de la 13e division blindée US.

La 13e division blindée de l'armée des États-Unis était une division blindée de l'armée des États-Unis pendant la Seconde Guerre mondiale. 

## Histoire
Elle est activée le 15 octobre 1942 en Californie. 
Elle débarque au Havre en France le 29 janvier 1945 et participe à la campagne d'Allemagne (poche de la Ruhr). 
Désactivée le 15 novembre 1945. Réactivé en tant qu'unité-cadre de réserve en 1947 et finalement désactivée en 1952.

### Sources
- (en) Cet article est partiellement ou en totalité issu de l’article de Wikipédia en anglais intitulé « 13th Armored Division (United States) » (voir la liste des auteurs).